# 河津太郎
河津太郎（1969年—），日本攝影指導。出身於東京都。武藏野美術大學畢業。隸屬於株式會社Angle Pictures。
1994年，於武蔵野美術大學在學期間和佐藤信介成立電影工作室Angle Pictures之後，主要擔任佐藤信介執導作品的攝影監督工作。

## 電影
- LOVE SONG（日语：LOVE SONG (映画)）（2001年）
- 修羅雪姬（2001年）
- 隣人13號（2004年）
- 日本沈没（2006年）
- 砂時計 （2008年）
- GANTZ（2011年）
- GANTZ PERFECT ANSWER（2011年）
- 日本沈没（2012年）
- 敗犬復活大作戰（日语：ガール (小説)#映画）（2012年）
- 圖書館戰爭（2013年）
- 萬能鑑定士Q -蒙娜麗莎之瞳-（2014年）
- 請叫我英雄（2016年）
- 死亡筆記本：決戰新世界（2016年）
- 去年冬天，與你分別（日语：去年の冬、きみと別れ）（2018年）
- 犬屋敷（2018年）
- BLEACH 死神代行篇（2018年）
- 王者天下（2019年）

## PV
- 椎名林檎「百色眼鏡」
- Mr.Children「Kurumi」
- 山下達郎「FOREVER MINE（日语：FOREVER MINE/MIDAS TOUCH）」

## 廣告
- Gunosy
- 豐田汽車 TOYOTOWN（演出：木村拓哉 等）
- 樂敦製藥 De/Ou（演出：伊藤英明）
- 森永乳業 蘆薈養樂多（演出：堀北真希）
- SK-II 福山雅治×SK-II 第二彈（演出：福山雅治）
- KOSE ASTABLANC（演出：天海祐希）
- 固力果 百奇巧克力棒（演出：二宮和也）
- 固力果 Watering kissmint 口香糖（演出：Kis-My-Ft2）
- 豐田汽車 ReBorn頻道篇（演出：西尾由佳理）
- ASAHI WONDA（演出：AKB48）

## 外部連結
- 株式會社Angle Pictures公式官網 （日語）